# Journal of Economic Perspectives
The Journal of Economic Perspectives (JEP) — экономический журнал, издаваемый Американской экономической ассоциацией. Журнал был основан в 1987 году. Журнал основали Джозеф Стиглиц, Карл Шапиро и Тимоти Тейлор.
Он ориентирован на двойную цель: «представить точку зрения на текущие экономические исследования и объяснить, как экономика дает представление о вопросах, представляющих общий интерес».
По мнению редакторов, его цель:
1. синтезировать и интегрировать уроки, извлеченные из активных направлений экономических исследований;
2. обеспечить экономический анализ вопросов государственной политики; поощрять взаимное обогащение идеями между областями мышления;
3. предложить читателям доступный источник современной экономической мысли;
4. предложить направления будущих исследований;
5. предоставлять идеи и материалы для использования в классе;
6. и решать вопросы, связанные с экономической профессией.

Его нынешний редактор — Хайди Уильямс, а главный редактор — Тимоти Тейлор.